# Bauanzeige
Das Bauanzeigeverfahren ist ein bauordnungsrechtliches Verfahren in einzelnen Landesbauordnungen, in dem der Bauherr ein nicht genehmigungsbedürftiges Vorhaben lediglich der Bauaufsichtsbehörde schriftlich unter Einreichung der Bauvorlagen und Erklärungen des Entwurfsverfassers und der anderen Sachverständigen anzeigen muss (§ 62 BbgBauO, § 62a SächsBauO, § 74 SchlHBauO, § 62b ThürBauO, § 62 NBauO). Die Bauaufsichtsbehörde kann das Vorhaben bauaufsichtlich prüfen und gegebenenfalls den Baubeginn untersagen. Tut die Bauaufsichtsbehörde dies nicht, so kann der Bauherr nach Ablauf einer Karenzfrist anfangen zu bauen. Durch Zeitablauf entfällt dann die formelle Schranke für das Bauen kraft Gesetzes. Beispielsweise in Niedersachsen muss aber vor Beginn der Baumaßnahme auf eine Bestätigung der Gemeinde gewartet werden, dass die Erschließung gesichert ist und dass die Gemeinde keine vorläufige Untersagung beantragen will (§ 62 NBauO). 
Die Bauanzeige findet vor allem bei der Errichtung von Wohngebäuden geringer Höhe in Bauplangebieten Anwendung.
Bei der Genehmigungsfreistellung hingegen macht die Erklärung der Gemeinde, das Vorhaben sei nicht genehmigungsfrei, weil es ihren Planvorstellungen widerspricht oder weil die Freistellungsvoraussetzungen nicht erfüllt seien, ein Baugenehmigungsverfahren erforderlich.